# Aviator / Boogie Aroma
Singles de Especia
YA • ME • ME! / Adventure wa Gin-iro ni
(8 janvier 2014) Danger
(7 déc. 2016)
Aviator / Boogie Aroma est le 3e single du groupe japonais Especia sorti en 2015, et le 1er single à sortir sur un label major.
Il est notamment le 2d single du groupe à contenir une double-face A.

## Détails du single
Le single sort le 22 juillet 2015, un an et demi après son prédécesseur YA • ME • TE! / Adventure wa Gin-iro ni, en plusieurs éditions avec des couvertures différentes : une régulière notée "Cielo-ban" et trois limitées notées "Tierra-ban", "Mar-ban" et "Espacio-ban".
Le single atteint la 28e place du classement hebdomadaire des ventes de l'Oricon et reste classé pendant une semaine.
Les titres des éditions sont en espagnol. De leurs traductions, chaque édition désigne un espace précis de notre monde (la terre, le ciel, la mer et l'espace).
Les éditions contiennent chacune un CD différent. L'édition régulière comprend les chansons principales Aviator et Boogie Aroma ainsi que leurs versions instrumentales.
Différemment des autres singles Midnight Confusion et YA • ME • TE! / Adventure wa Gin-iro ni, ce single est publié sous une autre forme : l'édition régulière ne contient, cette fois-ci, pas de version a cappella des chansons, ni d'autres chansons inédites.
Ce disque est le premier et le seul single d'Especia à sortir sur un label major VERSIONMUSIC (de Victor Entertainment). Il est notamment le premier single du groupe à cinq membres, après le départ d'Akane Sugimoto en octobre 2014. Il est cependant le dernier single avec les trois membres Chika Sannomiya, Chihiro Mise et Monari Wakita qui quittent en février 2016 après la sortie du deuxième album CARTA dans lequel figurent les deux chansons de ce single.

## Membres
Membres crédités sur le single :
- Haruka Tominaga (leader)
- Chika Sannomiya
- Chihiro Mise
- Monari Wakita
- Erika Mori

## Listes des titres
| 1. | Aviator                     | 4:24 |
| 2. | Boogie Aroma                | 5:06 |
| 3. | Aviator (Instrumental)      |      |
| 4. | Boogie Aroma (Instrumental) |      |

Éditions limitées
| 1. | Aviator                       | 4:24 |
| 2. | Boogie Aroma                  | 5:06 |
| 3. | Aviator (Alternative version) |      |
| 4. | Aviator (Instrumental)        |      |

| 1. | Aviator                                                  | 4:24 |
| 2. | Boogie Aroma                                             | 5:06 |
| 3. | Fukigen Rendez-vous (PellyColo Remix) (不機嫌ランデブー) |      |
| 4. | Boogie Aroma (Instrumental)                              |      |

| 1. | Aviator                                                 | 4:24 |
| 2. | Boogie Aroma                                            | 5:06 |
| 3. | Mucho GUSTO Especia 2014 Tour -Viva Final Espacio Edit- |      |